# Poco più di un anno fa
Pour plus de détails, voir Fiche technique et Distribution.
Poco più di un anno fa est un film italien réalisé par Marco Filiberti, sorti en 2003.

## Synopsis
La vie de Riccardo Soldani alias Riki Kandinsky, acteur de pornographie gay à travers les yeux de son frère.

## Fiche technique
- Titre : Poco più di un anno fa
- Réalisation : Marco Filiberti
- Scénario : Marco Filiberti
- Photographie : Stefano Pancaldi
- Montage : Valentina Girodo
- Production : Samantha Gaetani et Alessandro Tonnini
- Société de production : Corsaro Productions et Campinella Productions
- Pays :  Italie
- Genre : Drame
- Durée : 101 minutes
- Dates de sortie : 
  -  Allemagne : 7 mars 2003 (Berlinale)

## Distribution
- Luigi Diberti : Rod Lariani
- Francesca d'Aloja : Charlotte
- Claudio Vanni : Claudio Alatri
- Alessandra Acciai : Juli
- Rosalinda Celentano : Luna
- Erika Blanc : Angela Valle
- Urbano Barberini : Federico Soldani
- Marco Filiberti : Riki Kandinsky / Riccardo Soldani
- Edoardo Minciotti : Plapla
- Daniele Macavini : Guillaume / Federico à 9 ans
- Gabriele Mainetti : Pietro à 23 ans
- Bruno Cariello : Raoul, le portier
- Massimiliano Delgado : Franz
- Giuseppe Gravante : Raph Durante, la star du porno
- Marco Prosperi : Guillaume à 24 ans

## Distinctions
Le film a été présenté en sélection officielle lors de la Berlinale 2003 dans la section Panorama.